# Saterland
Saterland község Németországban, Alsó-Szászországban, a Cloppenburgi járásban. Lakosainak száma 14 313 fő (2023. december 31.).

## Földrajza
Saterland Barßel, Friesoythe és Esterwegen községekkel határos.

## Testvértelepülések
- Środa Śląska